# 村川千秋
村川 千秋（むらかわ ちあき、1933年（昭和8年）1月1日 - 2025年（令和7年）6月25日）は、山形県村山市出身の男性オーケストラ指揮者。江戸前期に活躍した俳人・村川素英の子孫にあたり、弟は映画監督の村川透。

## 来歴
山形県立山形南高等学校、東京芸術大学音楽学部器楽科を卒業後、同大学音楽学部作曲科に入学、作曲を池内友次郎に師事、同大学作曲科卒業。
1963年にアメリカ合衆国へ渡航し、インディアナ大学大学院で理論科助手として勤める。かたわら指揮を専攻。マスター・オブ・ミュージックを授けられる。さらにニューヨークにてレオポルド・ストコフスキーのもとで研鑽を積む。
1966年に帰国。東京交響楽団の客員指揮者としてデビュー。以後同楽団・札幌交響楽団・日本フィルハーモニー交響楽団･京都市交響楽団などを指揮する。
1968年、山形県初の本格的オーケストラ指揮者として山形新聞社の山新3P賞「進歩賞」を受賞。1972年、東北初のプロオーケストラ、山形交響楽団を設立。正指揮者に就任（のちに常任指揮者に）。1992年、山形県教育功労者表彰。1994年、渡邉曉雄音楽基金特別賞受賞。1995年、齋藤茂吉文化賞受賞。2001年、山形交響楽団創立名誉指揮者に就任。2004年、平成16年度地域文化功労者表彰受賞。2013年、村山市名誉市民。
2025年6月25日、肺炎のため死去。92歳没。

## 著書
- 『たのしいわおん 幼児のけんばんわせい』音楽之友社、1978年。
  - 『新版 たのしいわおん 幼児のけんばんわせい 上』音楽之友社、2022年10月。ISBN 978-4276451025。
  - 『新版 たのしいわおん 幼児のけんばんわせい 下』音楽之友社、2022年10月。ISBN 978-4276451032。
- 『幼児のためのヴァイオリンのおともだち』音楽之友社、1982年2月。ISBN 978-4276474901。
- 『子どものためのチェロのおともだち　すてきな低音』音楽之友社、1990年11月。
- 『子どものための歌曲集「チュルルンゼリー」』音楽之友社、1997年4月。ISBN  978-4276595507。